# Melaleuca quinquenervia
Melaleuca quinquenervia är en myrtenväxtart som först beskrevs av Antonio José Cavanilles, och fick sitt nu gällande namn av Stanley Thatcher Blake. Melaleuca quinquenervia ingår i släktet Melaleuca och familjen myrtenväxter. Inga underarter finns listade i Catalogue of Life.

## Bildgalleri

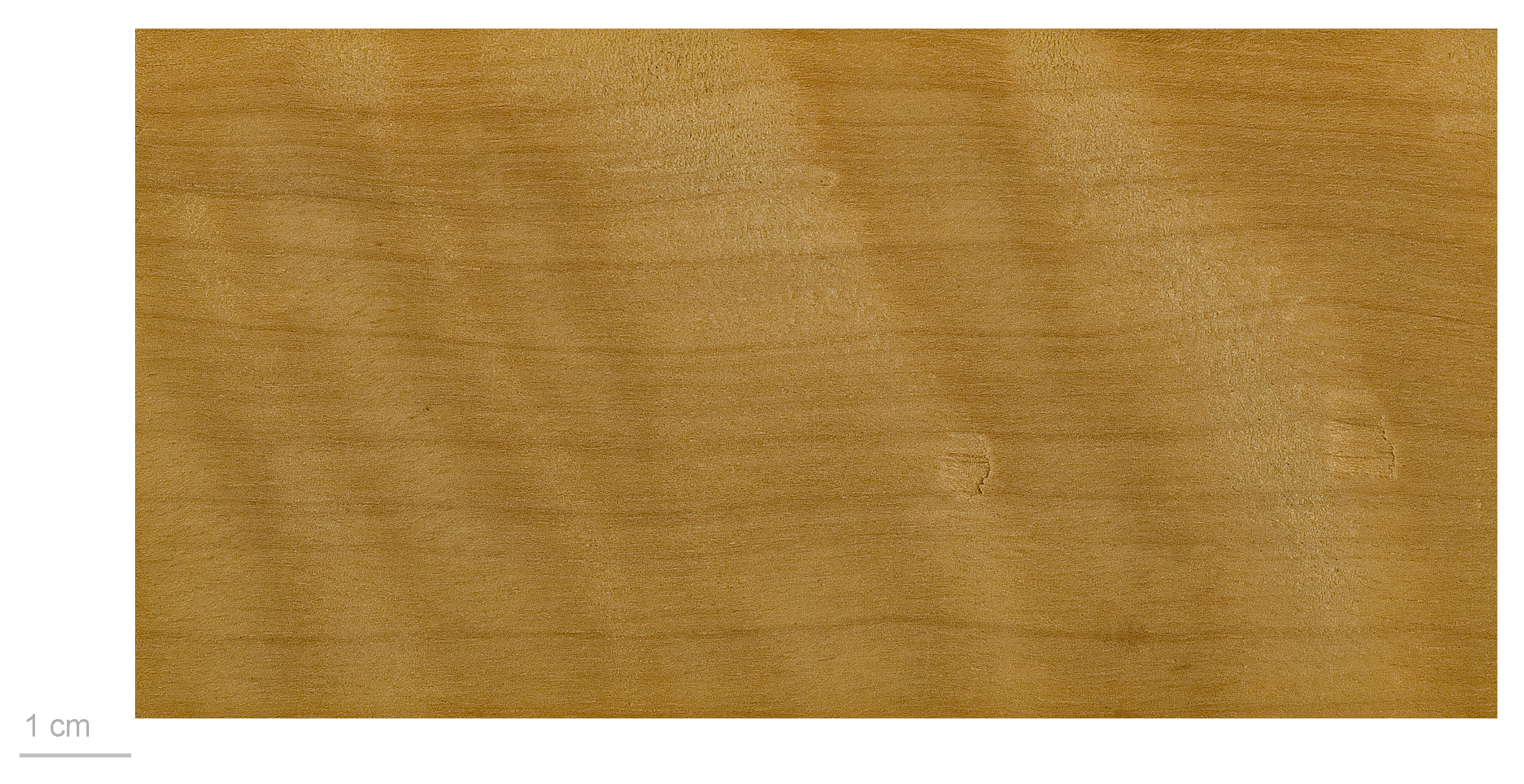
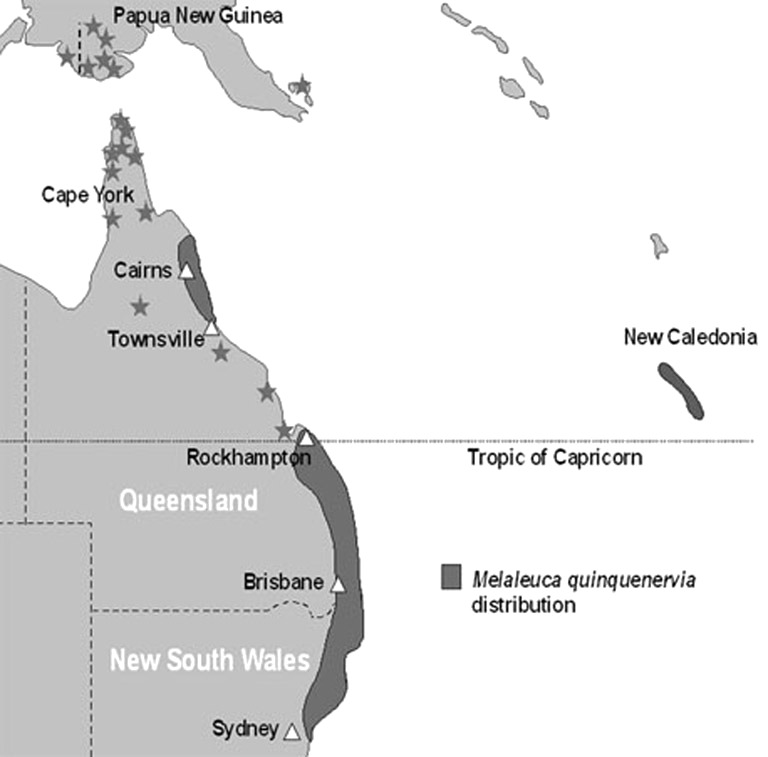
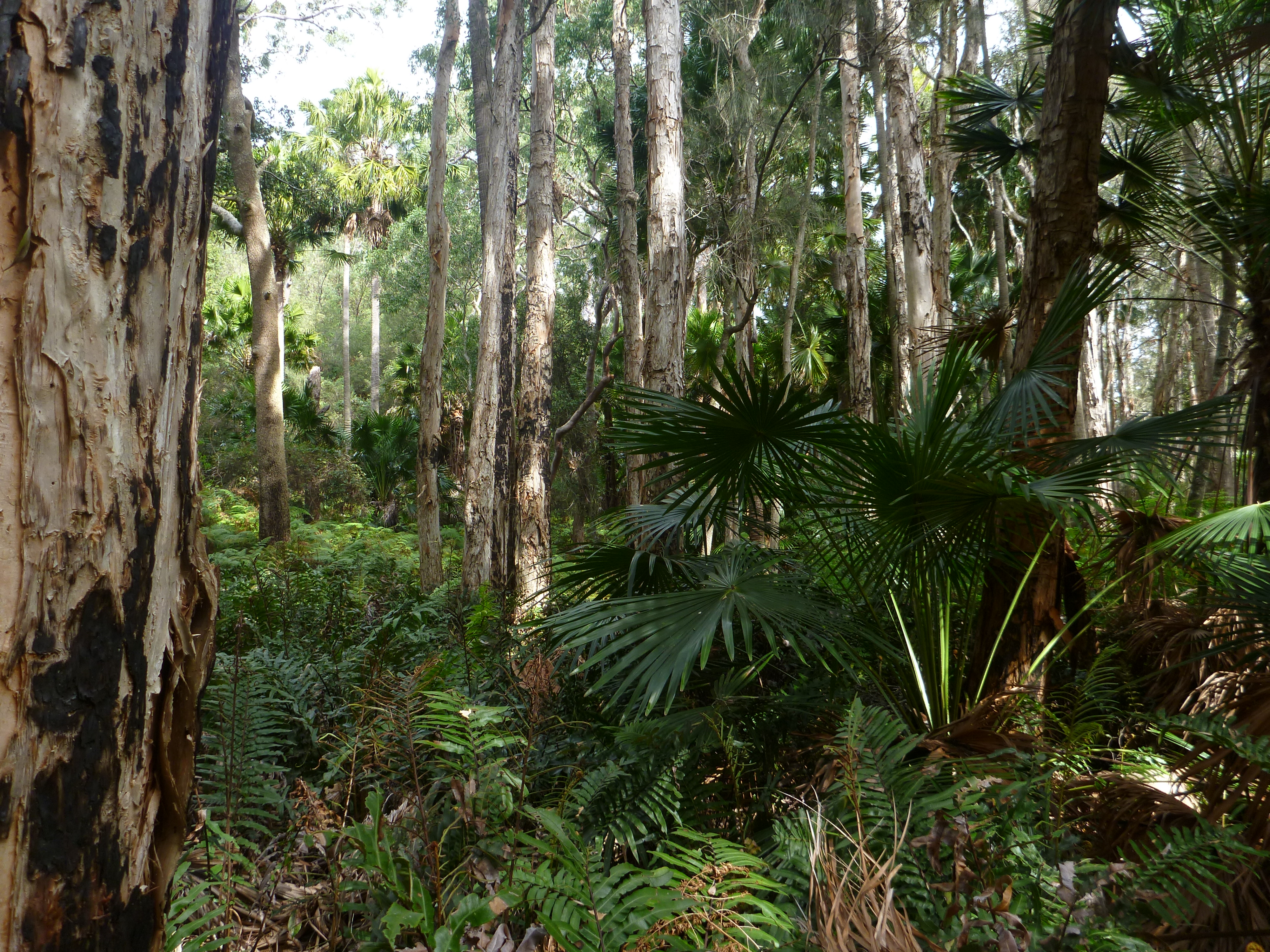
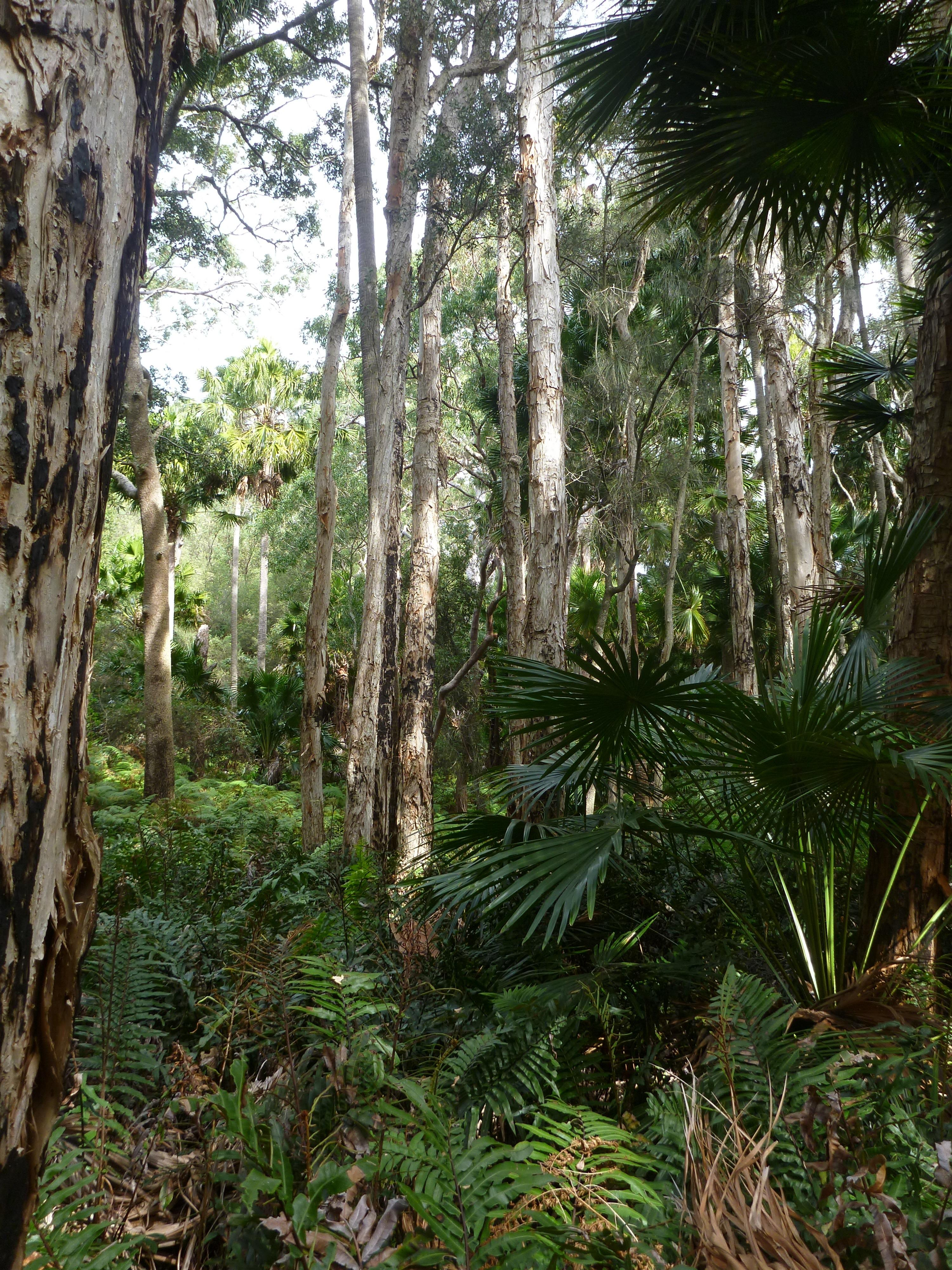
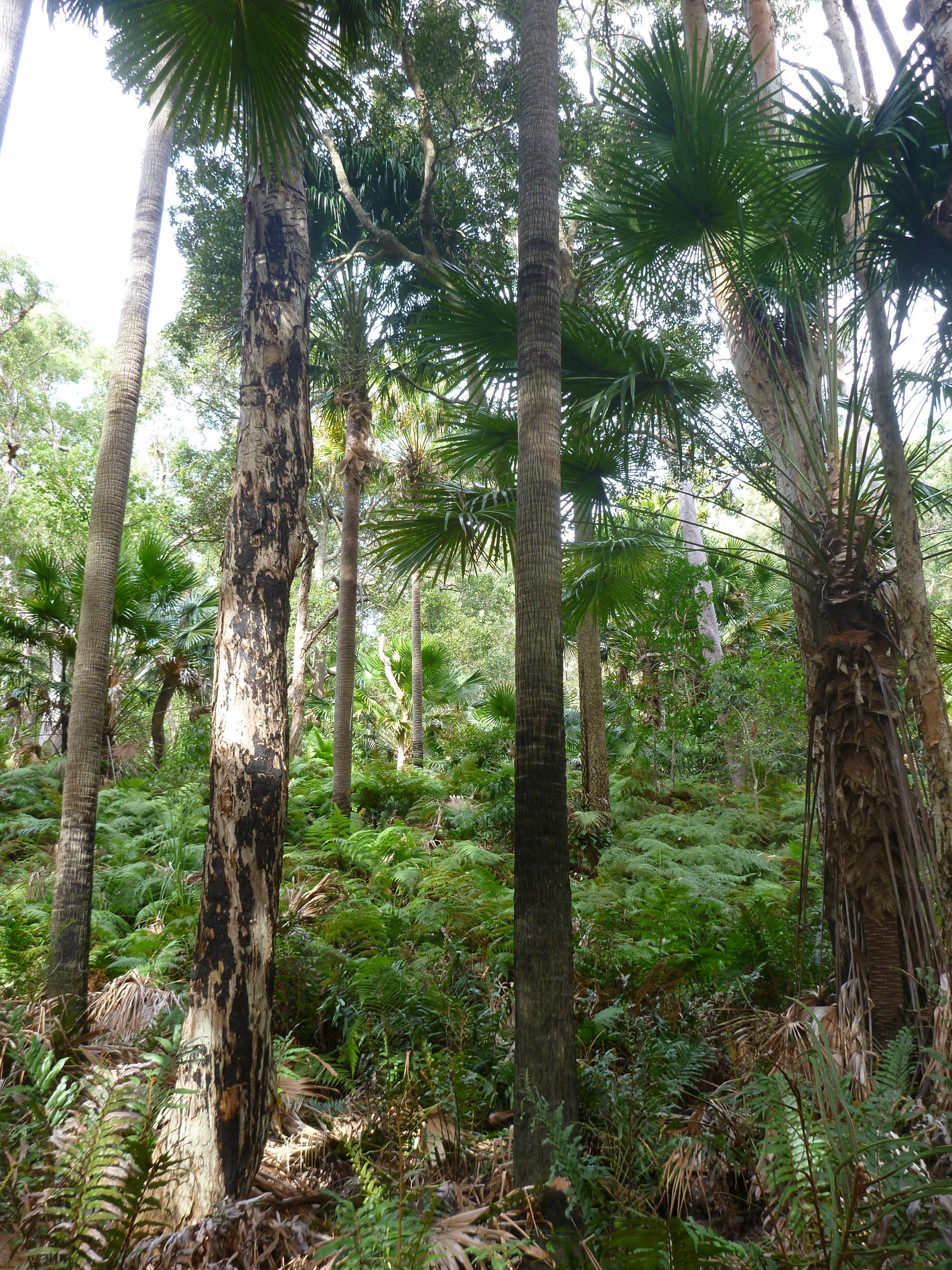
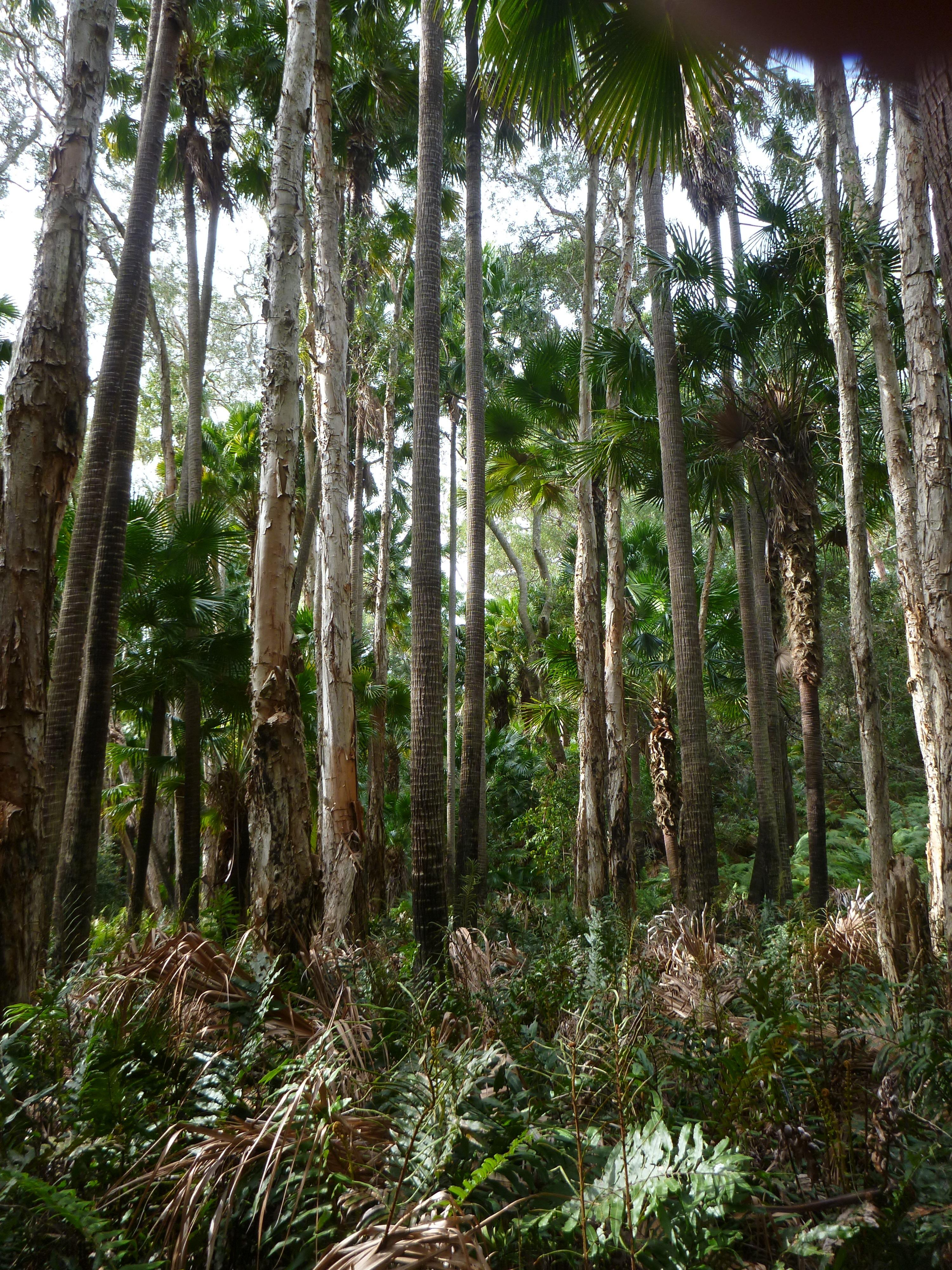